# Paracardiophorus hamatus
Paracardiophorus hamatus là một loài bọ cánh cứng trong họ Elateridae. Loài này được Candèze miêu tả khoa học năm 1878.